# عربی یهودی-یمنی
عربی یهودی-یمنی یکی از گویش‌های عربی است که توسط یهودیانی که در یمن زندگی می‌کنند یا می‌کردند تکلم می‌شود. این زبان بسیار با عربی یمنی متفاوت است، و با الفبای عبری نوشته می‌شود. این زبان در شهرهای صنعا، عدن، بیضا و حبان و روستاهای اطرافشان هر کدام با لهجهٔ خاصی تکلم می‌شد (می‌شود).
بیشتر یهودیان یمن به اسرائیل مهاجرت و از زبان عبری استفاده می‌کنند. در سال ۱۹۹۵، اسرائیل دارای ۵۰٬۰۰۰ گویشور این زبان بود در حالی که در همان سال تنها ۱٬۰۰۰ نفر در یمن باقی مانده بودند. در آماری مربوط به سال ۲۰۱۰، تنها ۳۰۰ یهودی در یمن باقی مانده بودند.